# HD 175167 b
HD 175167 b는 HD 175167을 돌고 있는 외계 행성이다. 이 천체는 비둘기자리 방향으로 지구로부터 약 219광년 떨어진 곳에 있다. 어머니 항성 HD 175167은 K형 주계열성으로 우리 태양보다 모든 면에서 더 작고, 어둡고, 차갑다. HD 175167 b는 마젤란 행성 탐사 프로그램을 통해 케플러 공전 모형에 부합하는 천체로 지목, 발견되었다. 이 천체에 대해 도플러 속도 시험이 13번 수행되었고 이를 통해 b의 질량은 적어도 목성의 7.8배이며 공전 궤도는 크게 찌그러져 있는 것으로 드러났다. b가 어머니 항성을 1회 도는 데 걸리는 시간은 3.53년이다.